# 卡里伍德 (愛達荷州)
卡里伍德（英語：Careywood）是位於美國愛達荷州邦納縣的一個非建制地區。

## 地理
卡里伍德的座標為48°02′05″N 116°38′36″W / 48.03472°N 116.64333°W，而該地的平均海拔高度為695米（即2280英尺）。